# Moe Fu Kiat
Moe Fu Kiat (ur. w 1926) – malajski strzelec, olimpijczyk. 
Brał udział w Letnich Igrzyskach Olimpijskich 1956 (Melbourne). Startował w jednej konkurencji, w której zajął 28. miejsce.

## Wyniki olimpijskie
| Igrzyska | Konkurencja | Wynik       | Miejsce | Źródło |
| -------- | ----------- | ----------- | ------- | ------ |
| IO 1956  | Trap        | 145 punktów | 28.     | [ 1 ]  |